# 7119 Hiera
A 7119 Hiera (ideiglenes jelöléssel 1989 AV2) egy kisbolygó a Naprendszerben. Carolyn Shoemaker és Eugene Merle Shoemaker fedezte fel 1989. január 11-én.